# Judengasse (Koblenz)
Die Judengasse war das ehemalige jüdische Viertel in Koblenz. Heute verläuft die Münzstraße in der Altstadt entlang der ehemaligen Judengasse.

## Geschichte
Auf Wunsch des Landesherrn siedelten Juden in Koblenz seit dem frühen Mittelalter. Erstmalige Erwähnung findet jüdisches Leben in Koblenz in einer Zollordnung von 1104. Ab dem 13. Jahrhundert lebten Juden in der „Judengasse“ neben Christen. Das Zusammenleben war auch begründet mit dem Schutz, den der Erzbischof als Landesherr garantierte. Aus diesem Grund ergab sich der Standort in der Nähe zur Alten Burg. Diese sollte bei aufkommenden Ausschreitungen Schutz bieten.
Gleichzeitig bestand eine direkte Nähe zum Markt an der Florinskirche. Ursprünglich hatten sich Juden wegen der Koblenzer Lage als Durchgangsort und Mittelpunkt von Handel und Markt in der Stadt angesiedelt. Ihr Ansehen als Bewohner wuchs; 1307 sprach man den Koblenzer Juden das volle Bürgerrecht zu.
Typisch für eine mittelalterliche Stadt war das Wohnen und Leben nach Berufsgruppen. So gab es unter anderen eine Bäcker-, Schmied- oder Webergasse. Eine eigene Straße für die Juden als eine Gruppe der mittelalterlichen Stadtbewohner war also nichts Besonderes. Wie in jedem jüdischen Wohnviertel, so gab es auch in Koblenz eine Synagoge mit Schule, ein rituelles Bad (Mikwe), ein Spital und einen jüdischen Friedhof. 
Ende des 17. Jahrhunderts wurden in der alten Judengasse vermutlich alle Gebäude zerstört. Daher gibt es heute keine Überreste der mittelalterlichen jüdischen Siedlung mehr. Nachdem zunächst die kleine Judengasse in Balduinstraße umbenannt worden war, beantragten die Anwohner der Judengasse 1859 bei der Stadt die Änderung des Straßennamens, die 1886 erfolgte.